# Davidiella ammophilae
Davidiella ammophilae är en svampart som först beskrevs av Durieu & Mont., och fick sitt nu gällande namn av Aptroot 2006. Davidiella ammophilae ingår i släktet Davidiella och familjen Davidiellaceae.  Arten är reproducerande i Sverige. Inga underarter finns listade i Catalogue of Life.